# Sembrax ismenias
Sembrax ismenias är en insektsart som beskrevs av Ronald Gordon Fennah 1969. Sembrax ismenias ingår i släktet Sembrax och familjen sporrstritar. Inga underarter finns listade i Catalogue of Life.